# 노랫말

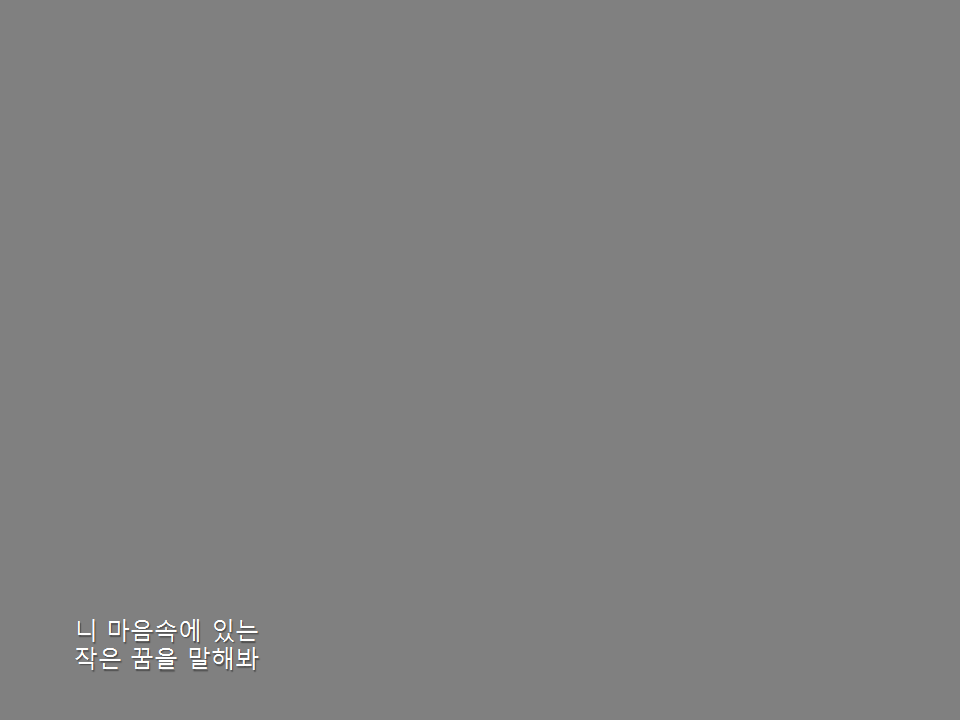
노랫말 (하단 왼쪽 가사)

노랫말 또는 가사(歌詞)는 노래의 내용이 되는 글이나 말이다. 보통 가요, 가곡, 오페라 등의 말을 가리킨다. 가사가 없는 노래를 모음창(Vocalise)이라고 한다.
악보에서는 음표의 아래에 가사를 넣는 것이 일반적이며, 간혹 위에 넣기도 한다. 노래 가사는 어떠한 언어를 바탕으로 하고 있는데, 여러 나라에서 한 언어의 가사를 사용하기는 쉽지 않다. 이때 가사의 번역이 필요한데, 이를테면 한국어 가사를 영어 가사로 번역하는 것을 "가사를 옮긴다"고 한다. 선율이 바뀌지 않게 하기 위해 번역 과정 도중, 또는 번역 후에 음절과 강세에 따라 가사를 수정해나가게 된다.

## 같이 보기
- 악보
- 리브레토
- 작사가
- 스캣